# Brecht Dhaene
Brecht Dhaene (né le 29 novembre 1988 à Kruishoutem) est un coureur cycliste belge.

## Biographie
En 2006, Brecht Dhaene se classe huitième du Keizer der Juniores et du championnat de Belgique sur route juniors (moins de 19 ans). Quatre ans plus tard, il prend la onzième place de Paris-Tours espoirs (moins de 23 ans). Il intègre ensuite le club belge VL Technics-Abutriek en 2011. Sous ses nouvelles couleurs, il finit notamment meilleur grimpeur du Triptyque des Monts et Châteaux,, deuxième du Tour de Namur, sixième du Tour de Moselle (deuxième d'une étape) et huitième du Circuit de Wallonie.

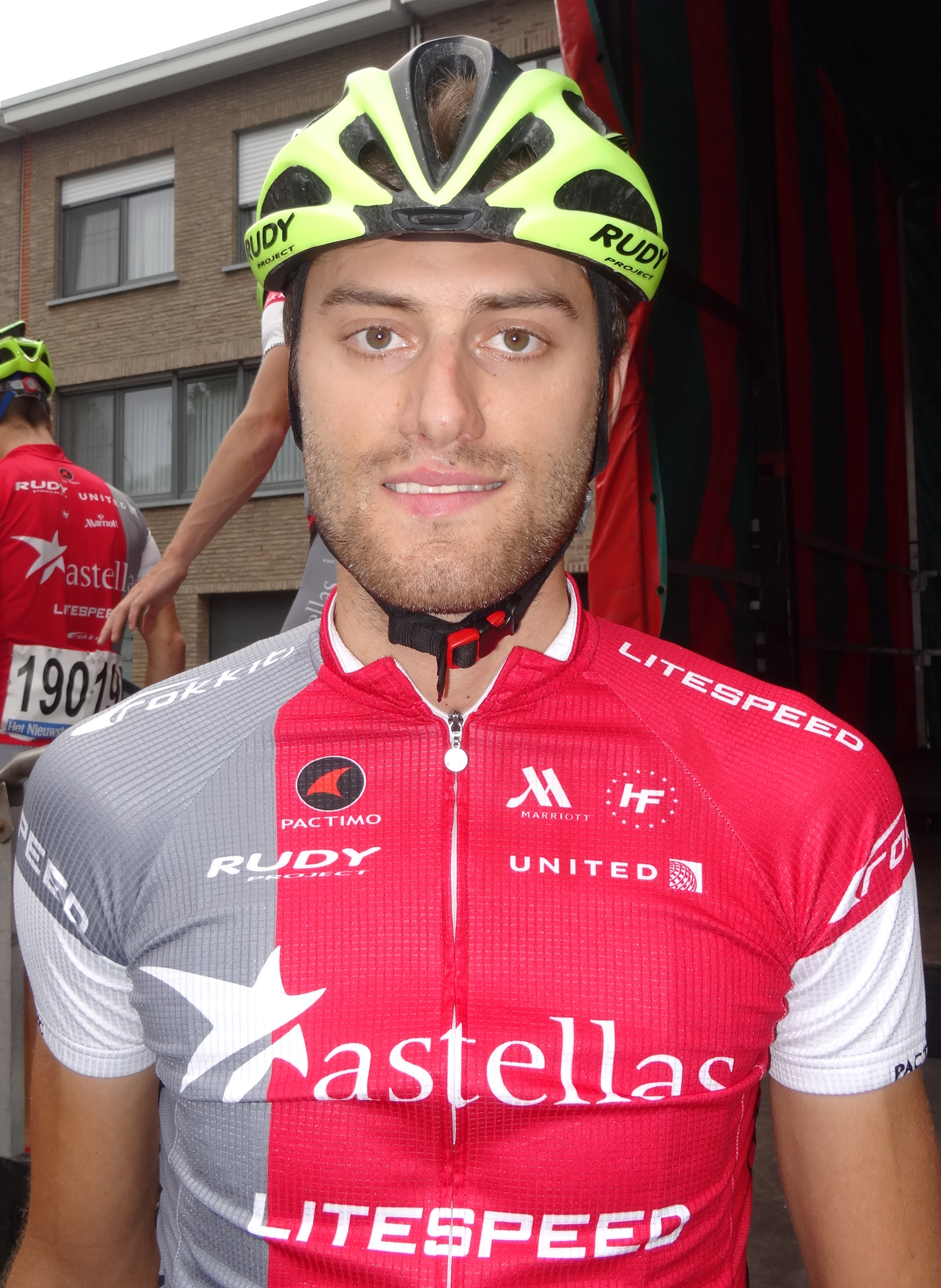
Brecht Dhaene lors du départ de la Flèche du port d'Anvers 2014 à Merksem.

Son année 2012 est perturbée par une chute à l'entraînement au mois de mars. Victime d'une commotion cérébrale et de lourdes écorchures, il est opéré à l'hôpital de Deinze. Finalement rétabli, il réalise sa meilleure saison chez les amateurs en 2013. Il s'impose sur une étape des Trois Jours de Cherbourg et termine deuxième du Tour du Piémont pyrénéen, cinquième du Tour de Liège ou encore huitième du Circuit de Wallonie.
Pour la saison 2014, il s'engage avec l'équipe continentale américaine Astellas.

## Palmarès
- 2006[6]
  - 3e de Gand-Menin
- 2008
  - 2e de Zillebeke-Westouter-Zillebeke
- 2011
  - 2e du Tour de Namur
- 2013
  - 2e étape des Trois Jours de Cherbourg
  - 2e du Tour du Piémont pyrénéen
  - 2e du Tour de Namur
- 2016
  - 2e étape du Triptyque ardennais
  - 2e de la Flèche ardennaise
- 2017
  - Printanière Pollinoise
  - Championnat du Pays de Waes
  - Izegem Koers